# Friedrich Heer

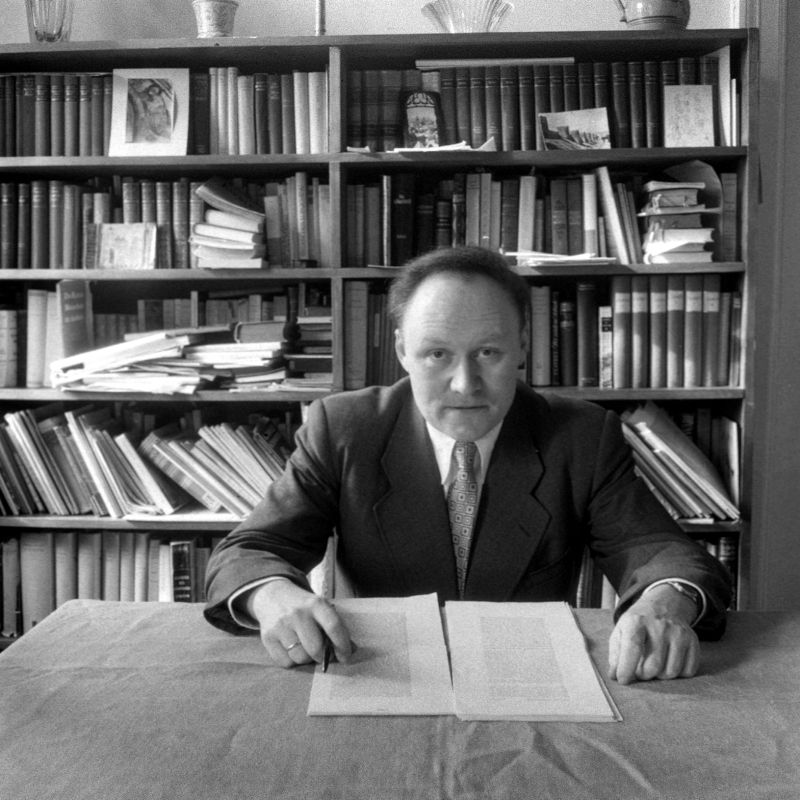
Friedrich Heer in seiner Wohnung (1955)

Friedrich Heer (* 10. April 1916 in Wien; † 18. September 1983 in Wien) war ein österreichischer Kulturhistoriker, Schriftsteller und Publizist und bedeutender linkskatholischer Intellektueller der Nachkriegszeit.

## Leben
Seine Eltern trennten sich, als er vier Jahre alt war, und er lebte fortan bei seiner Mutter. Dieses Erlebnis war für ihn ein kindliches Trauma, das ihn tief geprägt hat und das wahrscheinlich die widersprüchlichen Facetten seines Lebens mit verursacht haben dürfte. Von 1926 bis 1934 besuchte Heer das renommierte, ihn stark prägende Akademische Gymnasium in Wien und legte dort am 18. Juni 1934 die Reifeprüfung ab. Einer seiner Klassenkollegen dort war der spätere SPÖ-Justizminister Christian Broda.
Ab Herbst 1934 studiert er Geschichte, Kunstgeschichte und Germanistik an der Universität Wien und trat sogleich der ÖCV-Verbindung KAV Bajuvaria Wien bei (aus der er 1974 ausgeschlossen wurde, nachdem schon einige Jahre zuvor eine gegenseitige Entfremdung eingesetzt hatte). 1938 wurde er mit einer Arbeit zur Geistesgeschichte des Mittelalters zum Doktor der Philosophie promoviert. 1935 hielt sich Heer studienhalber in Riga, Königsberg in Preußen sowie Berlin auf und absolvierte 1936 den Vorbereitungskurs beim Institut für Österreichische Geschichtsforschung.
Nach – umstrittenen – eigenen Angaben wurde Heer am 11. März 1938 beim Einmarsch von Hitlers Armee nach Österreich verhaftet und in den Folgejahren mehrmals vorübergehend inhaftiert.
Am 1. Mai 1940 zur Wehrmacht einberufen, war er zuerst im Protektorat Böhmen und Mähren sowie in Frankreich stationiert und machte dann den Beginn des Russlandfeldzuges im Südabschnitt (Bessarabien) mit. Später wurde er bei einer Luftnachrichteneinheit bis zum Ende des Krieges auf einem norddeutschen Fliegerhorst eingesetzt.
Nach dem Kriegsdienst und kurzer britischer Kriegsgefangenschaft (Rückkehr nach Wien am 24. März 1946) lebte Heer zunächst von 1946 bis 1948 als freier Schriftsteller und war dann vom 1. Januar 1948 bis zum 30. Juni 1961 als Redakteur der katholischen Wochenzeitschrift Die Furche tätig. Am 30. Juni 1961 wurde er zum Leiter der Dramaturgie am Burgtheater ernannt und verblieb in dieser Funktion vom 1. November 1961 bis 31. August 1971. 1971 bis 1981 fungierte er im Burgtheater als „Leiter des Sekretariates für kulturelle Angelegenheiten und internationale Kontakte“. Mit 31. Januar 1981 wurde er auf eigenes Ersuchen in den dauernden Ruhestand versetzt. Vom 1. Februar 1981 bis zu seinem Tod blieb er „Konsulent für kulturelle Angelegenheiten und internationale Kontakte“.
Heers universitäre Karriere verlief angesichts des konservativen Klimas in seinem Fachbereich und des Widerstandes von Unterrichtsminister Heinrich Drimmel wechselvoll. Heer habilitierte sich am 14. November 1950 gegen beträchtliche Widerstände in der Fakultät zum Privatdozenten für „Geistesgeschichte des Abendlandes“ und erhielt mit Datum vom 22. Dezember 1961 den Titel eines „Außerordentlichen Universitätsprofessors“. Seine Bemühungen um ein Ordinariat an der Wiener Universität blieben ohne Erfolg.
Heer war ein Ideen-, Religions- und Kulturhistoriker, das wird vor allem in seinem publizistischen Schaffen sichtbar, das mehr als 50.000 Buchseiten umfasst. Als Historiker war er weniger der in Archiven unermüdliche Erforscher von Details, sondern er bemühte sich um eine interpretierende und erklärende, ja vielfach erzählende Gesamtschau spezieller Ereignisse, Epochen oder Personen. Er widmete sich u. a. der Geschichte des Heiligen Römischen Reiches und seines Verhältnisses zu Europa. Nach ihm war Karl der Große der „Vater Europas“, dessen Reich die Strukturen der europäischen Geschichte vorgeprägt hat. Für ihn war das 11. und 12. Jahrhundert, die Zeit der Salier und Staufer, die Entscheidungs- und Formationsepoche für das neue Europa. Das übernationale Heilige Römische Reich war in Verbindung mit dem Habsburgerreich Karls V., wo „die Sonne nicht unterging“, ein Europa der Einheit in der Vielfalt im Kleinen. Nach Heer ist der „Motor des Abendlandes sein christlicher Sprengkern“.
Für Heer war auch das Europa der Aufklärung, der Offenheit und der Toleranz entscheidend. Eine rasche Einigung Europas hielt er für unhistorisch und letztlich auch für gefährlich, denn „Europa lebt nur in seinen Gegensätzen“. Er war zwar ein überzeugter Europäer, jedoch blieb er notgedrungenerweise den üblichen Denkkategorien der damaligen Zeit verhaftet, wo eine Entwicklung, wie sie nach 1989 stattfand, außerhalb der realen Vorstellungswelt verblieb. Seine Analysen der geistigen Dimension Europas können daher nur als Anregung für den gegenwärtigen Diskurs in der EU herhalten, nicht jedoch als Vorschläge für politische Lösungen.
Er analysierte wie kein anderer Historiker die Politische Kultur sowie die historische und gesellschaftspolitische Befindlichkeit Österreichs und der Zweiten Republik. Hierbei ist er in einer Linie mit den Vertretern der „österreichischen Idee“ zu sehen, wie man sie bei August Maria Knoll, Ernst Karl Winter und Hans Karl Freiherr Zeßner von Spitzenberg findet und wie sie durch seinen Freund Ernst Marboe nach 1945 in gewisser Weise eine Fortsetzung fand. Für Heer waren der Staatsvertrag und die damit verbundene Neutralität eine Chance für einen neuen Weg Österreichs. Dessen Identität verortete er in einem offenen und international ausgerichteten Patriotismus.
Heer beschäftigte sich auch mit dem vor allem in Österreich relevanten Antisemitismus. In diesem Zusammenhang ist auch eines seiner Hauptwerke zu sehen, nämlich Gottes erste Liebe. 2000 Jahre Judentum und Christentum. Genesis des österreichischen Katholiken Adolf Hitler. Als dieses 1967 erschienen ist, veröffentlichte das deutsche Nachrichtenmagazin „Der Spiegel“ zu diesem einen umfangreichen Beitrag, der vom Herausgeber Rudolf Augstein selber verfasst wurde. In diesem Werk beschäftigte sich Heer u. a. mit der katholischen Milieuprägung Adolf Hitlers, die Auswirkungen auf die „Partei-Liturgie“ der NSDAP hatte, wie er nachweisen konnte.
Dieser Deutungsansatz wurde in seinem 1968 erschienenen Werk Der Glaube des Adolf Hitler. Anatomie einer politischen Religiosität fortgesetzt, das 1998, 30 Jahre später, neu aufgelegt wurde. Es ist inzwischen eines der wesentlichen Standardwerke der Hitler-Forschung geworden. Ausgehend von seiner Befassung mit dem christlich inspirierten Antisemitismus spürte er dem Glauben Adolf Hitlers nach und begriff ihn als österreichischen Katholiken. Dieser hasste, bewunderte und ahmte gleichzeitig die katholische Kirche nach. So entdeckte Heer in Hitlers Reden religiöse Zwischentöne und die Verwendung liturgischer Formeln (etwa beim Schluss der großen Wahlkampfrede im Berliner Sportpalast am 10. Februar 1933). Dessen häufiger Rekurs auf die „göttliche Vorsehung“ gehörte ebenfalls dazu.
Neben den genannten Themen war vor allem auch die katholische Kirche ein sehr wichtiger Bezugspunkt für Heers Reflexionen. Das zeigt sich bereits bei seiner ersten Veröffentlichung nach dem Krieg Die Stunde des Christen, wo er die Christen auffordert, an der Gestaltung der Gesellschaft mitzuwirken. Hierbei führte er den von Ernst Karl Winter schon vor 1938 ins Spiel gebrachten Linkskatholizismus weiter. Diesbezüglicher Höhepunkt war sein 1963 mit Wilfried Daim und August Maria Knoll veröffentlichtes Buch Kirche und Zukunft, das den drei Verfassern von traditionellen Kreisen heftige Kritik eintrug. Der „Treppenwitz“ dabei war, dass die dort gemachten Forderungen und Vorschläge größtenteils kurz danach vom Konzil und in der weiteren nachkonziliaren Entwicklung umgesetzt wurden.
Heers reformorientierte Haltung in theologischen bzw. innerkatholischen Fragen sollte im Zusammenwirken mit seiner speziellen charakterlichen Orientierung in der Kommunikation, die für normale bürgerliche Verhaltensmuster schwer zu verstehen bzw. zu ertragen war, letztlich zum „Scheitern in Wien“ führen, wie einer seiner späten Romane hieß. Diesen Roman regte Heimito von Doderer bei Heer an. Beide verband eine phänotypische Ähnlichkeit. Eine solche bestand auch zu Reinhold Schneider, mit dem Heer eng befreundet war und dessen Roman Winter in Wien die Titelformulierung inspirierte.
Als Katholik nahm Heer eine kritische Haltung ein, vor allem gegenüber den Verbindungen der Kirche und ihrer Würdenträger mit dem Nationalsozialismus.
Heer war einer der wenigen, die sich entschieden gegen den Wiener Brecht-Boykott wandten. In diesem Zusammenhang nannte er Hans Weigel  einen „kleinen Mac Carthy“, was ihm eine Verurteilung wegen Ehrenbeleidigung eintrug.

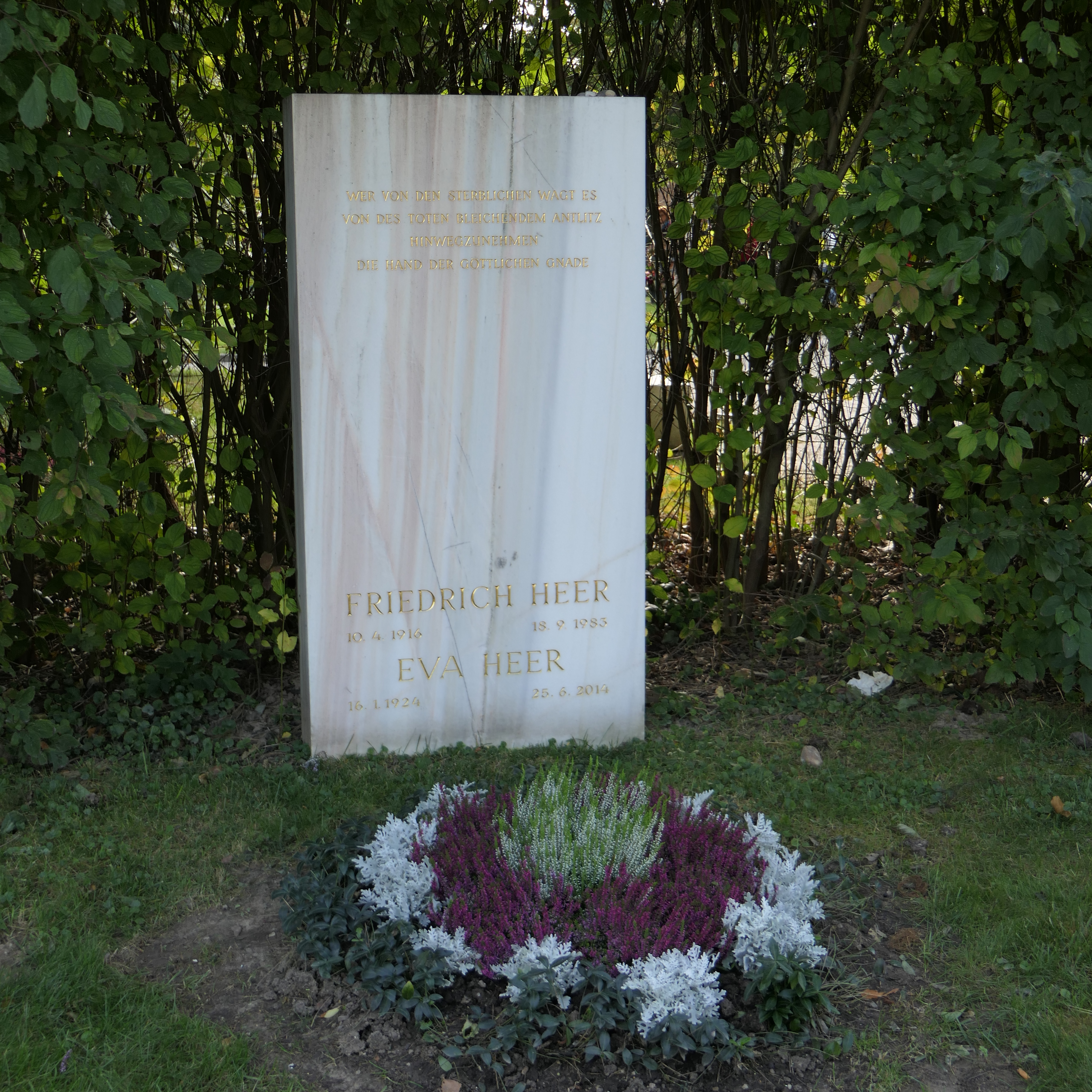
Grab von Friedrich und Eva Heer

Sein Ehrengrab befindet sich auf dem Wiener Zentralfriedhof (Gruppe 33 G, Nummer 69).

## Auszeichnungen
- 1949: Preis der Stadt Wien für Geisteswissenschaften
- 1968: Verleihung der vom Deutschen Koordinierungsrat der Gesellschaften für christlich-jüdische Zusammenarbeit erstmals vergebenen Buber-Rosenzweig-Medaille (zusammen mit dem evangelischen Theologen Friedrich-Wilhelm Marquardt) (Überreichung: 17. März 1968)
- 1972: Großer Österreichischer Staatspreis (Überreichung: 21. Dezember 1972)
- 1976: Ehrenmedaille der Bundeshauptstadt Wien in Gold für bedeutende publizistische und wissenschaftliche Leistungen (Gemeinderatsbeschluss vom 21. Mai 1976)
- 1977: Österreichisches Ehrenkreuz für Wissenschaft und Kunst Erster Klasse (Verleihung: 4. Mai 1977)
- 1980: Österreichisches Ehrenzeichen für Wissenschaft und Kunst
- 1981: Donauland-Sachbuchpreis

## Wirken
Heer begann als Mittelalter-Historiker: in seiner Dissertation und in seinem ersten großen Werk, dem Buch Aufgang Europas von 1949, dem 1952 als zweiter Band Die Tragödie des Heiligen Reiches folgte. (Das Heilige Römische Reich war dann auch Thema und Titel eines Buches von 1967.) Der Titel des Buches Gespräch der Feinde (1949) wurde von Gegnern und Freunden als „Lebensmotto“ Heers erkannt. Auch Heer selbst betrachtete dieses Buch als „Angelpunkt“ seines kultur- und kirchenkritischen Werkes. Mit seiner betont positiven Sicht auf die Aufklärung stieß er auf den Widerspruch von katholischen Historikern wie Franz Schnabel oder Franz Herre und des Philosophen Alois Dempf.
Das Mittelalter wurde für Heer erneut zum Thema eines ganzen Buches im Rahmen von Kindlers Kulturgeschichte, für die er 1961 den Band Mittelalter schrieb. Seine Werke nach 1952 stellen das Mittelalter jedoch zunächst in größere Zusammenhänge, so in der ersten großen Synopsis Europäische Geistesgeschichte (1953), die einen Bogen vom Frühchristentum bis in die Gegenwart schlägt. Als (sehr umfangreiche) Ergänzungen und Erweiterungen der Europäischen Geistesgeschichte können die Bücher Europa. Mutter der Revolutionen (1964), das speziell die Geistesgeschichte des 19. Jahrhunderts zum Thema hat, und Die dritte Kraft (1959), in dem es um das 16. Jahrhundert und den Humanismus geht, betrachtet werden.
Für die Fischer-Bücherei konzipierte Heer Einführungen zu Hegel (1955), Meister Eckhart (1956), Leibniz (1958) und Erasmus von Rotterdam (1962), die jeweils einen einleitenden Text Heers und seine Auswahl aus den Werken der Denker enthalten.
In einigen seiner bedeutendsten Werken setzte Heer sich kritisch mit einzelnen kirchlichen Traditionen auseinander: mit dem Antisemitismus in den beiden zusammengehörigen Werken Gottes erste Liebe (1967) und Der Glaube des Adolf Hitler (1968), die bei ihrem Erscheinen großes Aufsehen erregten. Das Werk Kreuzzüge – gestern, heute, morgen? (1969) macht die Kriegstheologie zum Thema, Abschied von Höllen und Himmeln (1970) die christliche Eschatologie.
In seiner Geschichtsdeutung hatte Heers Heimatland Österreich immer einen besonderen Stellenwert, so erstmals in der Aufsatzsammlung Land im Strom der Zeit (1958) und dann in Der Kampf um die österreichische Identität (1981), das eines seiner Hauptwerke ist.
Das Wagnis der schöpferischen Vernunft (1977) bezeichnete Heer als sein „geistiges Testament“. Neben seinen Hauptwerken veröffentlichte er zahlreiche Sammelbände seiner Aufsätze, so z. B. Sprechen wir von der Wirklichkeit (1955), Quellgrund dieser Zeit (1956) und Experiment des Lebens (1957).
Neben seinen geisteswissenschaftlichen Studien schrieb Heer Romane (Aster und der Alte, Scheitern in Wien und Der achte Tag).

## Werke

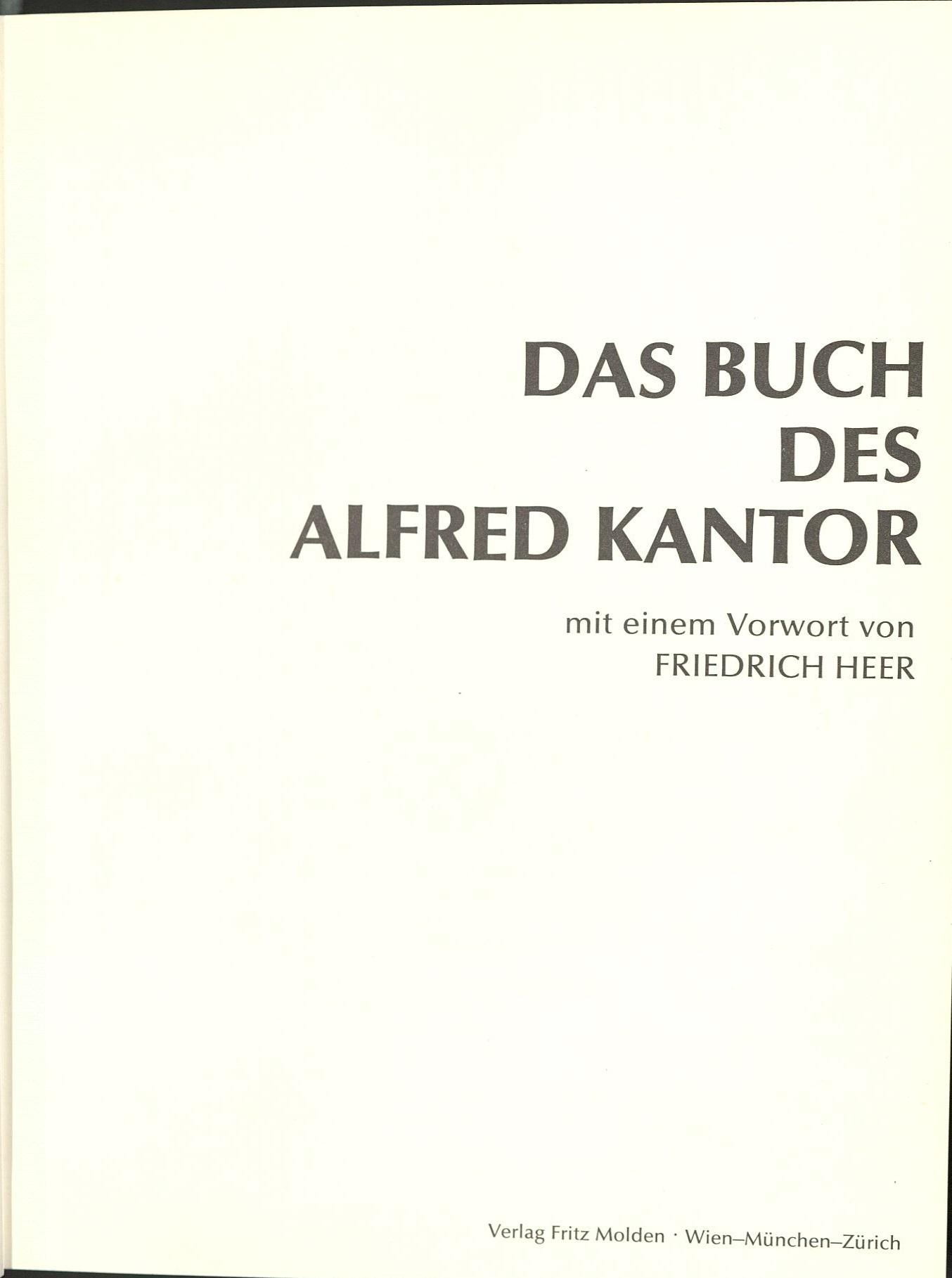
Vorwort zu Alfred Kantor (1972)

- 1947: Die Stunde des Christen. Vortrag vom 14. Mai 1946 an Universität Wien. Amandus-Edition, Wien
- 1949: Gespräch der Feinde.
- 1949: Aufgang Europas. Eine Studie zu den Zusammenhängen zwischen politischer Religiosität, Frömmigkeitsstil und dem Werden Europas im 12. Jahrhundert. Europa, Wien u. Zürich 1949
- 1950: Hermann Gohde (Pseudonym)[8]: Der achte Tag. Roman. Tyrolia, Innsbruck u. Wien 1950
- 1952: Die Tragödie des Heiligen Reiches. Kohlhammer, Stuttgart
- 1953: Europäische Geistesgeschichte. Kohlhammer, Stuttgart
- 1953: Grundlagen der europäischen Demokratie der Neuzeit.
- 1956: Meister Eckhart – Predigten und Schriften. Fischer, Frankfurt am Main
- 1957: Experiment des Lebens. Von den Wegen in die Zukunft. Glock u. Lutz, Nürnberg
- 1959: Sprung über den Schatten. Christsein ist kein Hobby. (Zuerst erschienen unter dem Titel „Junger Mensch vor Gott“)
- 1960: Die dritte Kraft. Der europäische Humanismus zwischen den Fronten des konfessionellen Zeitalters. Fischer, Frankfurt
- 1960: Die Deutschen, der Nationalsozialismus und die Gegenwart. In Die neue Gesellschaft, Bielefeld Jg. 7/1960, S. 172.
- 1961: Mittelalter – von 1100 bis 1350. in Kindlers Kulturgeschichte
- 1964: Europa – Mutter der Revolutionen.
- 1967: Das Heilige Römische Reich.
- 1967: Gottes erste Liebe. 2000 Jahre Judentum und Christentum. Genesis des österreichischen Katholiken Adolf Hitler. Bechtle, 1967, ISBN 3-462-01234-7
- 1969: Kreuzzüge, gestern, heute, morgen? Verlag Bucher, Luzern
- 1968: Der Glaube des Adolf Hitler. Anatomie einer politischen Religiosität. ISBN 3-548-34598-0.
- 1974: Scheitern in Wien (Roman)
- 1977: Warum ich Christ, Atheist, Agnostiker bin. Verlag Kiepenheuer & Witsch, Köln
- 1978: Warum gibt es kein Geistesleben in Deutschland?
- 1981: Der König und die Kaiserin (Gegenüberstellung Friedrich II. und Maria Theresia)
- 1981: Der Kampf um die österreichische Identität
- 1983: Ausgesprochen. Hermann Böhlaus Nachf., Wien-Köln-Graz. ISBN 3-205-07091-7.
- Konrad Paul Liessmann (Hrsg.): Ausgewählte Werke in Einzelbänden 1. Das Wagnis der schöpferischen Vernunft. Böhlau Verlag, Wien 2003, ISBN 3-205-77124-9.
- Johanna Heer (Hrsg.): Ausgewählte Werke in Einzelbänden 2. Ausgewählte Essays: Europa: Rebellen, Häretiker und Revolutionäre. Böhlau Verlag, Wien 2003, ISBN 3-205-77123-0.
- Sigurd Paul Scheichl (Hrsg.): Ausgewählte Werke in Einzelbänden 3. Europäische Geistesgeschichte. Böhlau Verlag, Wien 2004, ISBN 3-205-77266-0.
- Alfred Pfabigan (Hrsg.): Ausgewählte Werke in Einzelbänden 4. Europa – Mutter der Revolutionen. Böhlau Verlag, Wien 2004, ISBN 3-205-77264-4.